# Timandra brykaria
Timandra brykaria là một loài bướm đêm trong họ Geometridae.